# 영릉 (고려 숙종)
영릉(英陵)은 장단군 진서면 판문리에 위치한 고려 제15대 숙종의 능이다.